# ماژیک

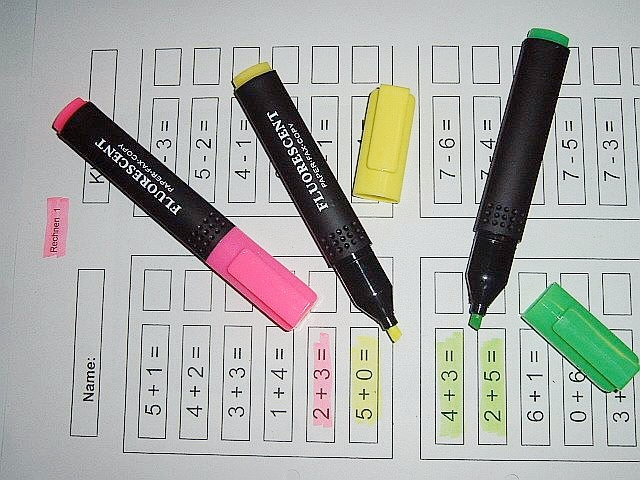
ماژیک مارکر یا علامت گذار.

ماژیک نام تجارتی نوعی قلم است که دارای محفظهٔ مرکب روغنی و نوک نمدی است که بیشتر برای نوشتن خط درشت، نقاشی و طراحی به کار برده می‌شود. 
نوعی از آنها که مارکر نام دارد؛ برای نشانه‌گذاری مطالب مهم استفاده می‌شود.

## انواع ماژیک
ماژیک ها از نظر جوهر (آب، الکل یا حلال)، قطر، نوک (گرد یا تخت) و رنگ با یکدیگر متفاوت اند اما اینجا کاربرد بعضی ماژیک ها نوشته شده است:
- ماژیک وایت‌برد، برای نوشتن روی تخته‌سفید زیرا به‌راحتی پاک می‌شود.
- هایلایتر، مارکر یا علامتگذار، برای علامت‌گذاری مطالب مهم.
- ماژیک پرمنتر، معمولی یا دائمی(پاک نشونده)، ضدآب است و برای علامت گذاری روی اجناس مختلف مانند چوب و نوشتن روی کاغذ است؛ زیرا به‌سختی پاک می‌شود.[۳]
- ماژیک هنری، برای نقاشی، طراحی و سایر فعالیت‌های هنری به کار می‌روند و دارای تنوع رنگ و نوک هستند.[۴]
- ماژیک امنیتی، برای تشخیص اسناد و مدارک جعلی و تقلبی استفاده می‌شوند.[۵]

## انواع جوهر
جوهر بر پایۀ آب: بیشتر در ماژیک‌های نقاشی و هایلایت استفاده می‌شوند و به راحتی از روی سطوح پاک می‌شوند.
جوهر بر پایۀ الکل: در ماژیک‌های پرمننت استفاده می‌شوند و ضد آب هستند.
جوهر بر پایۀ حلال(محلول): در برخی از ماژیک‌های تخصصی استفاده می‌شوند. 

## تاریخچه نام
احتمالا این نام در ایران از نام مژیک در انگلیسی به معنی جادو، نام گذاری شده که نام تجاری محصول اولیه که به ایران صادر شده است بوده است.